# Episkopí Páfou (village)
Pour les articles homonymes, voir Episkopí.
Episkopí (grec moderne : Επισκοπή) est un village chypriote situé dans le district de Paphos et comptant plus de 220 habitants.